# Totma
Totma (en rus: Тотьма) és una ciutat de l'óblast de Vólogda, a Rússia, que el 2017 tenia 9.895 habitants. És la seu administrativa del districte rural homònim.

## Història
La primera menció a Totma es remunta a uns documents del 1137, amb el nom de Todma (Тодма), emplaçament ubicat a la desembocadura del riu Totma. El 1559, arruïnats pels tàtars de Kazan, els habitants s'instal·laren a la riba del riu Sukhova, on el 1554 es fundà un monestir, que rebé el 1555 un privilegi per comerciar amb la sal. Prop d'aquestes mines de sal es desenvolupà un centre econòmic i administratiu, Totma, que rebé l'estatus de ciutat el 1565.
Al segle xvi i XVII, Totma era un centre de producció de sal (de 50 a 170 tones per any), així com un centre de trànsit en la ruta comercial de la mar Blanca. Al segle xvii i XVIII, els mercaders de Totma desenvoluparen el comerç amb Sibèria i la vila esdevingué un gran magatzem de mercaderies. A la segona meitat del segle xviii, els mercaders locals llançaren expedicions comercials fins a Alaska. Un dels exploradors de l'Amèrica russa, Ivan Kuskov, nadiu de Totma, fundà Fort Ross el 1812, prop de la vila de San Francisco, a Califòrnia.